# Zeche Unna
Die Zeche Unna ist ehemaliges Steinkohlenbergwerk in Unna-Mühlhausen. Das Bergwerk war auch unter dem Namen Zeche Mühlhausen I bekannt. Volkstümlich wurde der Schacht des Bergwerks auch Schacht Schmorbach genannt.

## Geschichte

### Die Anfänge
Im Jahr 1855 wurde an den Gastwirt Nottebohm das Grubenfeld Mühlhausen I verliehen. Die am 16. Mai stattgefundene Verleihung galt für den Abbau von Steinkohle und Eisenerz. Am 7. Juni des Jahres 1860 wurden die Geviertfelder Uelzen I, Uelzen II und Mühlhausen I zu Mühlhausen I konsolidiert. Das Geviertfeld Uelzen I war am 22. Februar des Jahres 1859 verliehen worden und das Geviertfeld Uelzen II war am 2. Januar des Jahres 1856 verliehen worden. Beide Felder waren für den Abbau von Eisenerz verliehen worden. Am Jahr 14. Mai des Jahres 1870 konsolidierte das Geviertfeld Korten I zu Mühlhausen I. Korten I war am 15. Dezember des Jahres 1866 für den Abbau von Eisenerz verliehen worden.

### Errichtung des Bergwerks
Im Jahr 1920 wurden die Teufarbeiten für den Schacht Mühlhausen I begonnen. Der Schacht wurde südlich der Werler Straße, der heutigen Bundesstraße 1, angesetzt. Der Schacht wurde auf einem Feld östlich der ehemaligen Gastwirtschaft „Onkel Albrecht“ geteuft. Besitzer dieses Feldes war der Bauer Ostemann. Bereits bei einer Teufe von 80 Metern kam es zu starken Wassereinbrüchen. Die Wassereinbrüche waren so stark, dass der Schacht bis zehn Meter unter die Rasenbank absoff und gesümpft werden musste. Nachdem der Schacht gesümpft war, wurden die Teufarbeiten weiter fortgesetzt. Bei einer Teufe von 120 Metern (- 5 m NN) wurde die 1. Sohle angesetzt. Anschließend wurde auf der 1. Sohle mit der Ausrichtung des Grubenfeldes begonnen. Es wurden zwei Querschläge aufgefahren, einer in südlicher und einer in nördlicher Richtung. Außerdem wurden zwei Richtstrecken, eine in östlicher und eine in westlicher Richtung aufgefahren. Die Berechtsame umfasste zu diesem Zeitpunkt eine Fläche von 1,03 km2. Um das Grubenfeld zu vergrößern, wurde das Feld Neuer Hellweg erworben. Dieses Feld hatte eine Fläche von 3,4 km2. Die gesamte Berechtsame umfasste nun eine Fläche von 42,1 Normalfeldern. Im Jahr 1922 wurde aus einer abfallenden Strecke die 2. Sohle angesetzt. Bei einer Teufe von 162 Metern (- 47 m NN) wurde die 2. Sohle als erste Tiefbausohle aufgefahren. In diesem Jahr waren 85 Bergleute auf dem Bergwerk beschäftigt.

### Betrieb bis zur Stilllegung
Im Jahr 1923 wurde mit der Förderung begonnen. Das Baufeld hatte zu diesem Zeitpunkt eine Ausdehnung von 7000 Metern streichend und 2700 Metern querschlägig. In diesem Jahr wurden 9161 Tonnen Steinkohle gefördert, die Belegschaftsstärke lag bei 68 Beschäftigten. Im darauffolgenden Jahr wurden zunächst noch 4225 Tonnen Steinkohle gefördert. Am 1. Juli desselben Jahres wurde die Zeche Unna stillgelegt. Gründe für die Stilllegung des Bergwerks waren zunächst die schlechten geologischen Verhältnisse der Lagerstätte und die unzureichenden Lagerstättenvorräte. Das Bergwerk war in einer Mulde ohne nennenswerte Kohlemengen angelegt worden. Hinzu kam dann noch der Geldmangel der Eigentümer. Nach der Stilllegung wurde der Schacht Mühlhausen I verfüllt, die Tagesanlagen wurden abgerissen.